# Słupia
Die Słupia ([ˈsuːpʲa]; deutsch Stolpe; kaschubisch Słëpiô) ist ein 137 Kilometer langer Küstenfluss in der polnischen Woiwodschaft Pommern.

## Verlauf

Verlauf der Stolpe, von ihrem Quellgebiet – nordwestlich von Berent im ehemaligen Westpreußen und nordöstlich von Bütow in Hinterpommern – bis zu ihrer Mündung in die Ostsee bei Stolpmünde, auf einer Landkarte von 1910

Der Fluss entspringt in 177 m Höhe in der Kaschubischen Schweiz und führt Richtung Nordwesten. Bei Ustka (Stolpmünde) mündet die Stolpe in die Ostsee. Wegen des starken Gefälles im Oberlauf des Flusses entstanden zahlreiche Wasserkraftwerke. Im 19. Jahrhundert trieb die Stolpe im Süden von Stolp drei große Mühlen an.
Die Ableitung des Namens ist nicht eindeutig geklärt. Aber sowohl prußisch „stulpe“ (vgl. den litauischen Fluss Stulpas) als auch altslawisch „stlŭpŭ“ bedeuten Pfosten, Pfahl bzw. Säule oder Ständer. Der Name beschreibt also Fischständer im Fluss, eine Vorrichtung zum Fischfang.
Nördlich von Bytów (Bütow) und südlich von Słupsk befindet sich der Landschaftsschutzpark Stolpetal (Park Krajobrazowy Dolina Słupi).